# Giovanni Antonio Amadeo
Pour les articles homonymes, voir Amadeo.
Giovanni Antonio Amadeo (Pavie, ~1447 - Milan, 27 ou 28 août 1522) est un sculpteur et architecte italien de la Renaissance toscane en Lombardie, le gendre et l'élève de Guiniforte Solari.

## Biographie
Orphelin de père en 1450 à l'âge de quatre ans, sa mère l'emmène vivre avec elle chez leurs cousins de Milan dans le quartier Santa Eufemia. Il acquiert un profil d'artiste à partir du 1er janvier 1460 comme apprenti sculpteur et projeteur dans l'atelier de l'architecte et ingénieur Giovanni Solari, et de son fils, le sculpteur Francesco Solari.
De 1463 à 1464, il est noté sur le chantier de l'hôpital majeur, le Ca' Granda di Milano, un projet du Filarète, édifié par la maîtrise de Guiniforte Solari. De grands indices montrent qu'il suit le Filarète lorsque celui-ci accomplit un voyage d'études en Toscane – avec une visite à Urbino, à la cour de Federico da Montefeltro, pour admirer l'œuvre de Luciano Laurana – pour le conclure à Florence, où le jeune apprenti semble avoir tiré profit de la fréquentation des ateliers de Luca della Robbia et de Benozzo Gozzoli. À leur retour, ils admirent la façade de l'oratoire San Bernardino à Pérouse, en tirant également des enseignements pour ses prochaines œuvres décoratives, comme l'Arca de San Lanfranco.
À partir du 1er janvier 1466 il obtient son titre de maître. Les premiers documents, qui attestent de son activité à la chartreuse de Pavie, au service des Sforza, sont les paiements de mars 1466 : 36 lires pour les travaux des corniches en terre cuite sur les côtés du loggiato du grand cloître, le petit lavabo dans le petit cloître (1466), le tympan et l'Annonciation. Toutefois son premier travail signé est le portail sculpté avec le tympan représentant la Vierge à l'Enfant avec les saints Giovanni Battista et Certosini, qui relie le petit cloître avec le transept sud de la chartreuse.
Le 17 mai 1466, un acte le désigne comme magistro et un portail du palais Vimercati, via dei Filodrammatici à Milan, avec ses bas-reliefs dans l'arcade, avec les effigies de la duchesse Francesco Force, de Jules César, d'Alexandre Magno, révèle encore son style juvénile. Il reçoit, entre autres, 42 lires pour des décorations plastiques dans le grand cloître.
Au total, en 1466, il perçoit 150 lires impériales et 8 moggi de frumento, et en 1467, 120 lires impériales et un moggio. Les spécialistes Maclagan et Longhurst attribuent à cette période juvénile les Trois anges, maintenant au Victoria and Albert Museum de Londres.
En 1467 et 1468, il poursuit les décorations de terre cuite – avec des putti et du stuc polychrome (ricco fregio) – des deux cloîtres, et d'autres pour les portails ensuite réemployés à Pavie dans l'église Saint Maria del Carmine, et dans le monastère San Lanfranco près de Pavie. À l'intérieur de l'église de la chartreuse de Pavie, il sculpte une clé de voûte avec le buste de saint Catherine.
Dans cette première période d'activité, on trouve également l'exécution des angelots (putti) dans les enseignes des Sforza qui ornent la base de marbre de la monumentale Fontana Trivulzio, plus tard emportées du château de Vigevano en 1499 sur l'ordre du maréchal de France Jacques de Trivulce et placées dans le jardin de sa résidence de Roveredo en Valle Mesolcina.
Ensuite, il collabore activement aux sculptures des portails du Banco Mediceo à Milan, un projet de Guiniforte Solari.
En 1468, il est noté à Milan dans la chapelle Portinari de l'église Sant'Eustorgio, où il sculpte lesene con figure a rilievo. On lui attribue aussi le bas-relief de la Vierge avec trois anges conservé à Florence dans la sacristie de l'Arciconfraternita della Misericordia, exécuté en 1470. Beaucoup de ses œuvres, décorations en terre cuite, médaillons, guirlandes, formelle, armoiries et une série de onze bas-reliefs avec des Storie della Genesi et del Nuovo Testamento, sont conservées à Pavie au musée de la sculpture du Castello visconteo.
Deux de ses bas-reliefs, la Vierge à l'Enfant (maintenant à la Victoria and Albert Museum) et la Vierge à l'Enfant et un saint chartreux, sont placés au Musée du Château Sforzesco, et dans la sacristie de l'église pavesane Santa Maria del Carmine, les Couronnement de la Vierge et une délicate sculpture sur le lavabo.
De cette période peuvent remonter l'exécution des deux ciboires placés dans le presbytère de la paroissiale San Colombano al Lambro et de la statue du Ligure béatifié Baldassarre Ravaschieri, conservée dans l'église des Saints Giovanni Battista et Stefano à Binasco. Par dévotion, il baptise son premier fils Baldassarre.
Il retourne à Pavie en octobre 1478 et à la mort de Guiniforte Solari en 1481, il lui succède en tant qu'architecte en tête de la chartreuse et est commissionné pour refaire la façade avec l'assistance de Benedetto Briosco, Antonio della Porta et de Stefano da Sesto.
En 1486, il est noté avoir collaboré à la façade de l'église Santa Maria presso San Satiro avec Bramante.
En 1490, il reçoit le contrat pour faire l'intérieur de la chartreuse et pour le dôme de Milan. Il rassemble les architectes de la chartreuse et de la cathédrale de Pavie et de Milan pour le projet d'une coupole gothique qui soulève des critiques et des oppositions. Il renonce à ses autres travaux et réside à Milan, assisté par son collègue Dolcebuono. Il commence les travaux et en 1497, en accord avec le projet, il en construit la base octogonale. Sa solidité est mise en cause par Cristoforo Solari et Andrea Fusina, les directeurs qui en stoppent les travaux en 1503. 
Après cet échec, il quitte Milan avec son frère Andrea, pour Venise, pour plusieurs années où il produit la chapelle Saint-Georges pour l'église de la Charité et une statue d'Eve.
Il meurt à Milan le 28 août 1522. Son épitaphe porte l'inscription « 1522 die XXVIII aug. Jo. Antonius Homodeus Venerande fabrice msi. architectus. »

## Œuvres
- Décoration de la façade, des loges, la grande porte et la porte du petit cloître de la chartreuse de Pavie
- Groupe en bois à Monza
- Tombeau de Medea Colleoni
- La chapelle Colleoni à Bergame et le monument funéraire de Bartolomeo Colleoni
- Bas-reliefs et sculpture pour l'arc San Arialdo à Cremone

- Bas-reliefs de l'elemosina di Sant'Imerio
- Façade de l'église Santa Maria dei Miracoli à Brescia
- Façade de l'église Santa Maria presso San Satiro à Milan
- Tour-lanterne de l'église Santa Maria delle Grazie à Milan
- Église Santa Maria di Canepanova à Pavie
- Le cloître de la basilique Sant'Ambrogio à Milan
- Fabbrica di Santa Maria presso San Celso
- Palazzo di G. F. Bottigella à Pavie
- Sanctuaire de Saronno
- Fortifications à Chiavenna, à Tirano et à S. Colombano al Lambro
- Pont Ganda à Morbegno
- Tour-lanterne du dôme de Milan
- Cour d'honneur de la Ca' Granda de Milan
- Église San Maurizio al Monastero Maggiore de Milan
- Projets pour les bas-côtés du dôme de Milan
- Tour-lanterne de l'ncoronata à Lodi
- Palazzo arcivescovile di Milano
- Église San Magno à Legnano
- Le lazaret de Milan
- La façade de la cathédrale San Lorenzo à Lugano

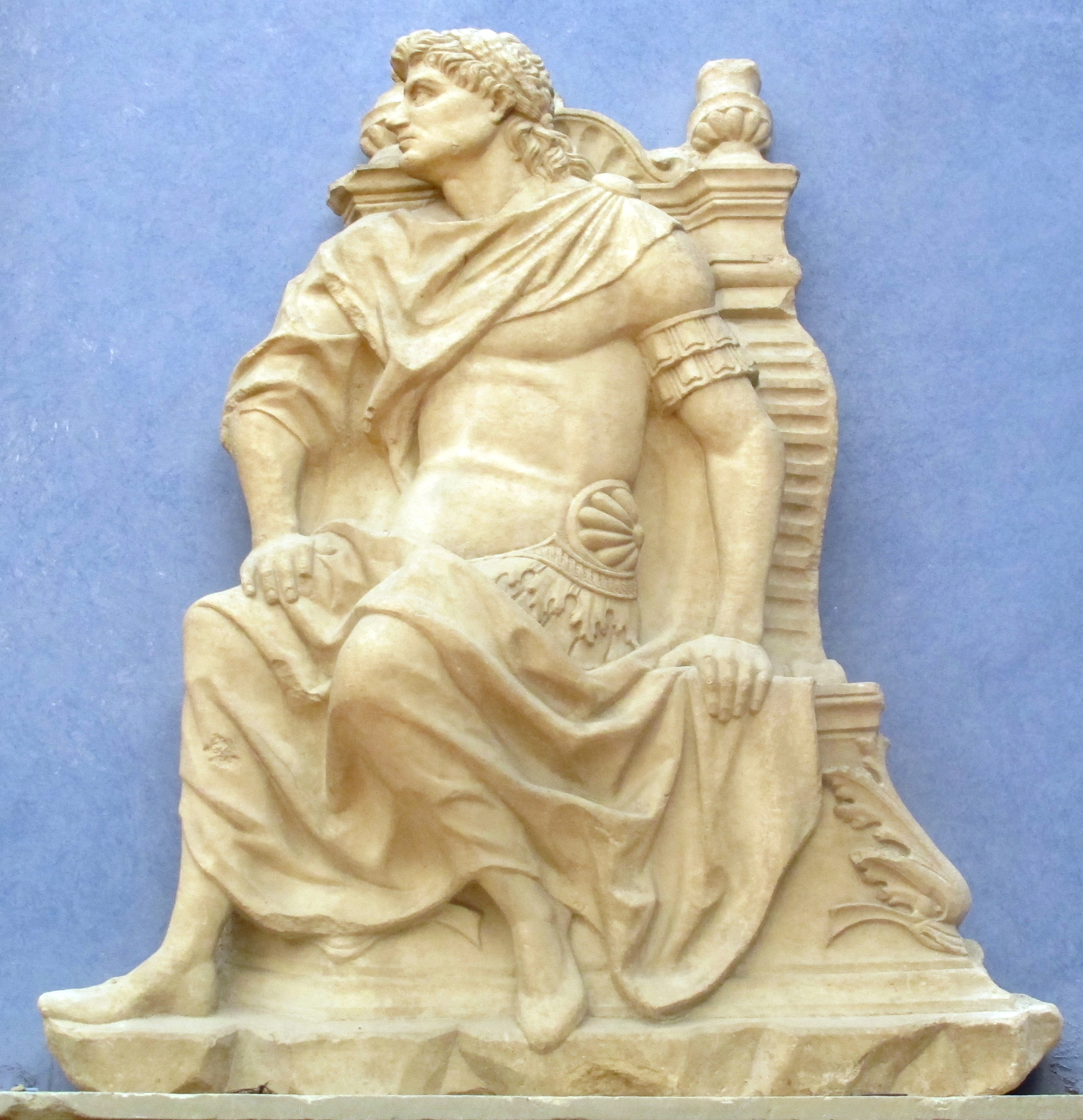
Empereur, musée Bardini
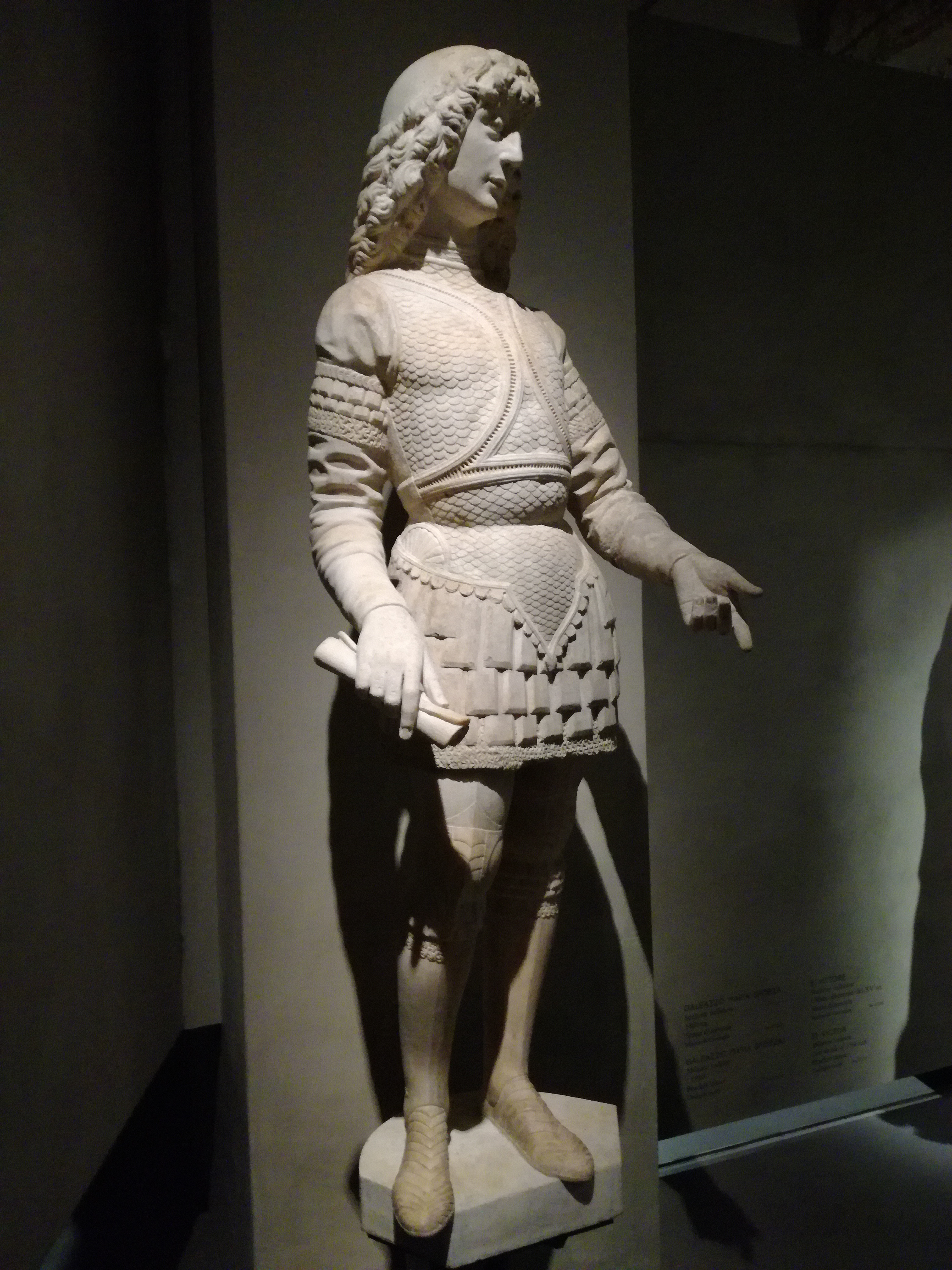
Galeazzo Maria Sforza, Musée del duomo
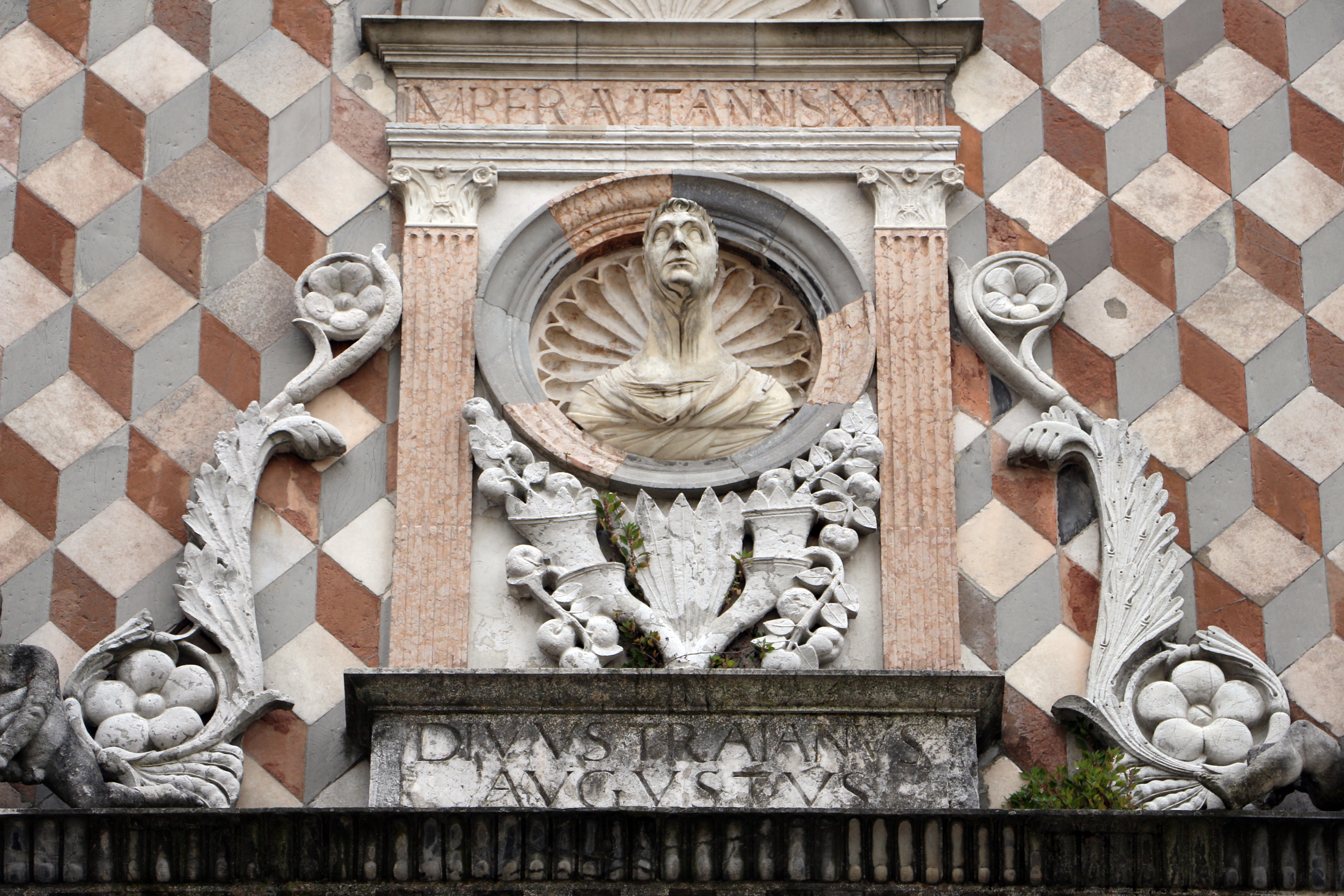
Façade de la chapelle Colleoni
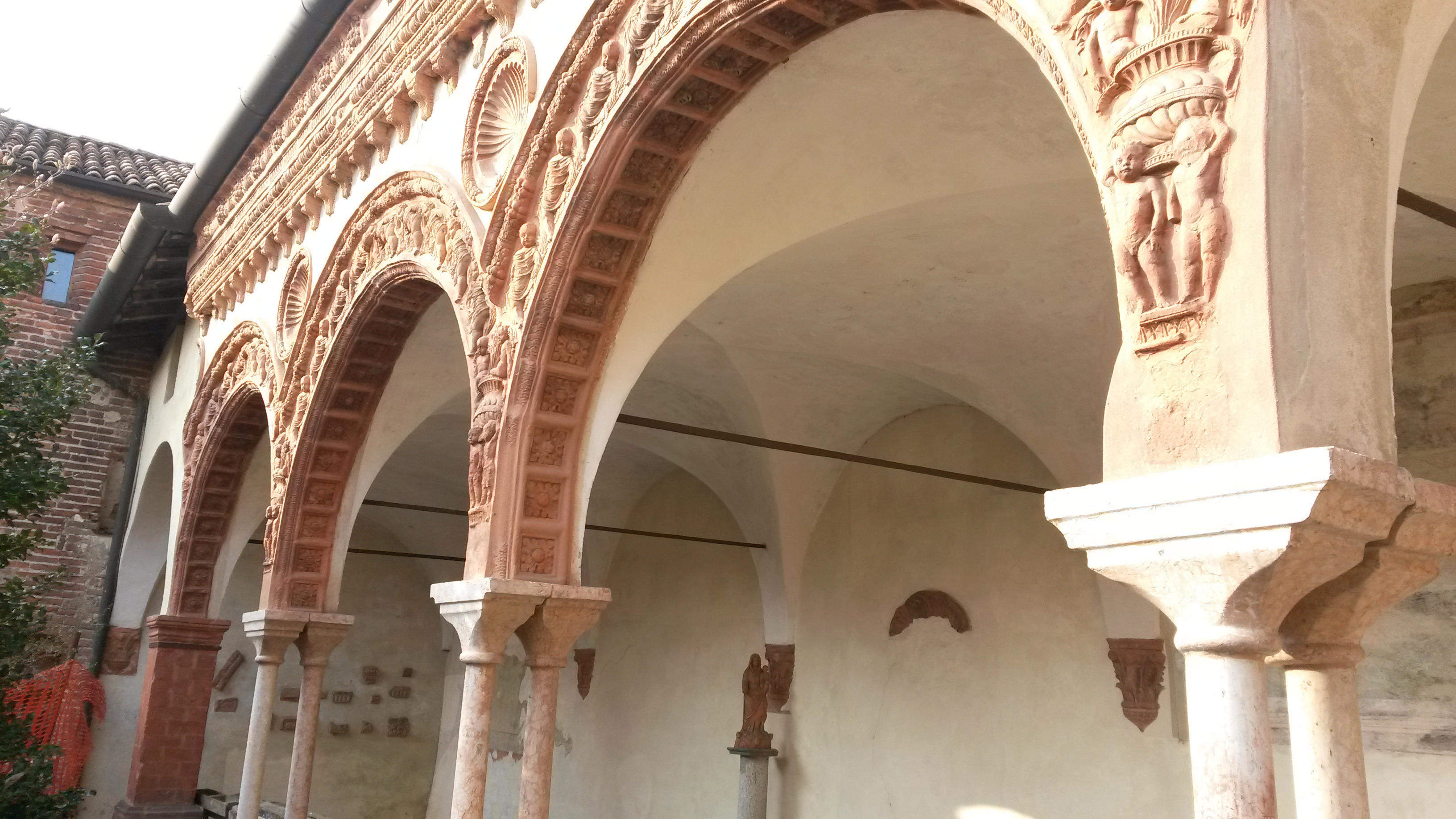
San Lanfranco (Pavie)